# Voltige aérienne

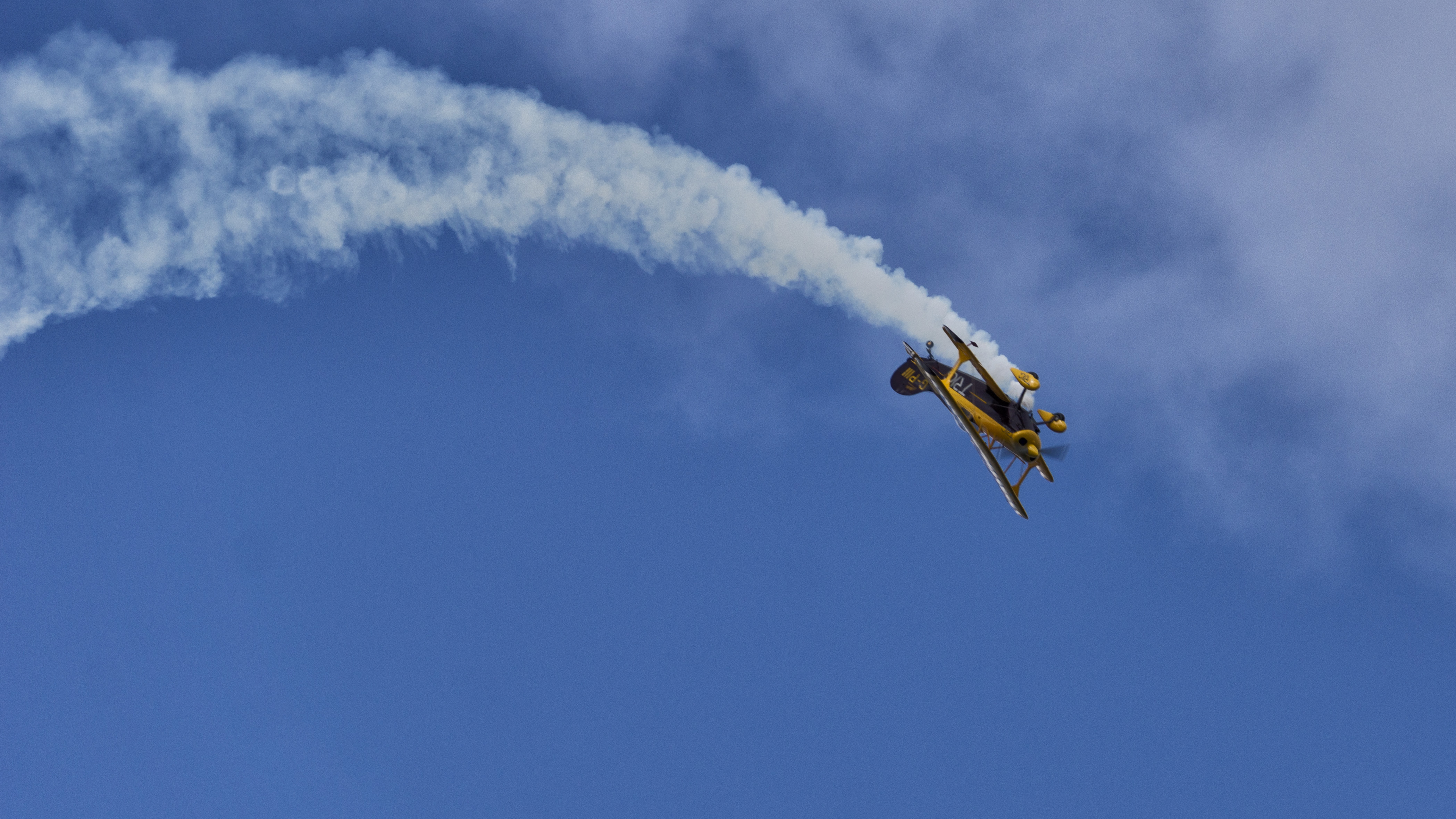
Pitts Special

La voltige aérienne est une activité aérienne consistant à utiliser un aéronef pour effectuer des figures de voltige, c'est-à-dire des manœuvres aériennes sortant de l'ordinaire. Les figures de voltiges peuvent être réalisées par des avions ou des planeurs pour le loisir, l’entrainement ou la compétition. Certains hélicoptères sont capables d'exécuter des figures comme les boucles ou les tonneaux. La voltige se pratique également à plusieurs aéronefs, de nombreuses patrouilles acrobatiques civiles et militaires existent dans différents pays.

## Histoire

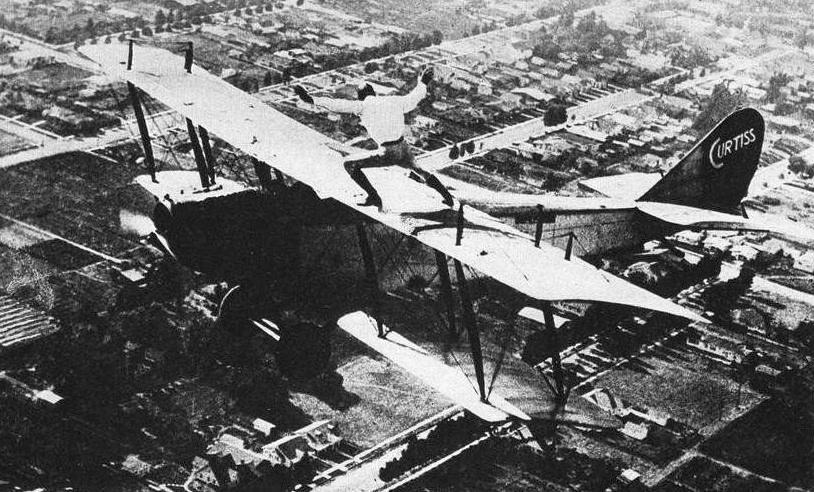
Le lieutenant américain Lock-Lear, en juillet 1920 au-dessus de New York.

La réalisation des premières figures de voltige est attribuée à Adolphe Pégoud et Piotr Nesterov. Adolphe Pégoud, pilote d'essai pour Louis Blériot, réalisa en septembre 1913 une série de démonstrations à Juvisy-sur-Orge, exécutant le premier vol dos, appelé alors vol « tête en bas » et les premières boucles de l'histoire de l'aviation. Au même moment Piotr Nesterov, pilote militaire russe, exécuta lui aussi les premières boucles de l'histoire sur un Nieuport IV lors d'une démonstration à Kiev le 9 septembre 1913.
Les pilotes de chasse inventent et perfectionnent les premières figures aériennes lors de la Première Guerre mondiale afin d'échapper à leurs ennemis. La voltige aérienne se développa alors d'abord comme un divertissement puis en compétitions à partir des années 1930. La première compétition internationale de voltige eut lieu les 9 et 10 juin 1934 à Paris à l’initiative de l'aéroclub de France. Le championnat attira plus de 150 000 visiteurs et fut remporté par le pilote allemand Gerhard Fieseler sur un F2 Tiger. Le championnat suivant se déroula à Berlin en juillet 1936 en relation avec les jeux olympiques d'été de 1936.
Le terme « voltige aérienne », jusqu'alors nommé « acrobatie aérienne », remonte à 1938, inventé par le général Fleurquin, l'un des fondateurs de la Patrouille de France.
Après la Seconde Guerre mondiale, la compétition internationale la plus prestigieuse fut le Lockheed Trophy (en), organisé tous les ans de 1955 à 1965 en Grande-Bretagne. À partir de 1960 les championnats du monde de voltige sont organisés tous les deux ans par la Fédération aéronautique internationale. Cette compétition introduit une notation plus objective que celle utilisée pour le Lockheed Trophy ; initialement basée sur une méthode conçue par François d'Huc Dressler, la notation des compétitions de voltige utilise depuis 1964 le système Aresti.

## Figures

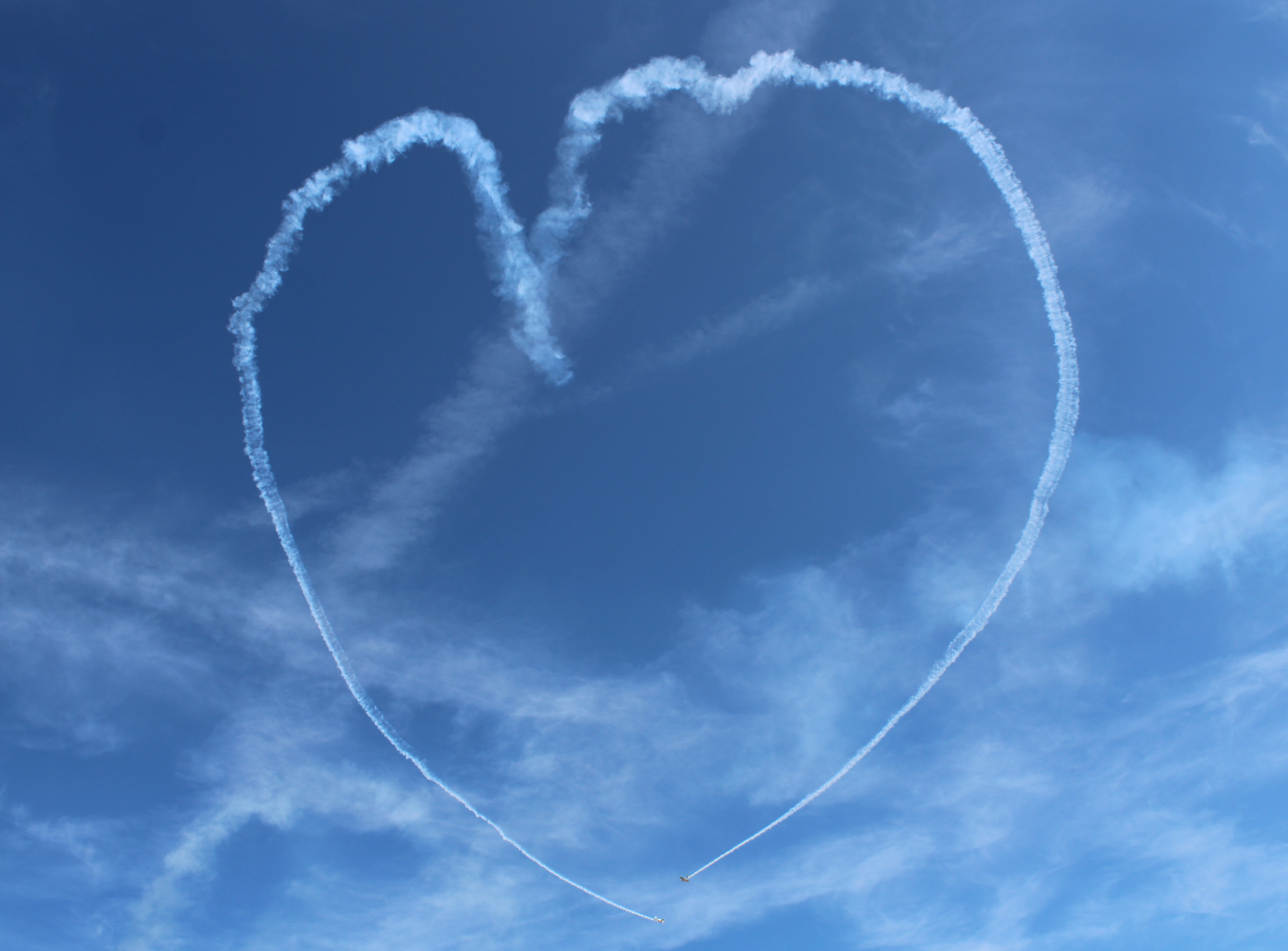
Cœur réalisé par deux avions.

Les différentes figures de voltiges se composent d'une combinaison de manœuvres élémentaires se succédant : boucle, tonneau, vrille, etc. En compétition, un programme libre, un programme imposé connu et un ou plusieurs programmes inconnus sont notés par des juges sur la qualité de la réalisation et la conformité avec les figures prévues. Les figures de voltige sont codifiées selon une norme dite « Catalogue Aresti » du nom de son créateur, un aviateur espagnol.
Au cours de sa formation, un pilote de voltige passe un « premier cycle », puis un « deuxième cycle ». Le premier cycle (ou voltige positive) permet de réaliser des figures de base sous facteurs de charges positifs à l'exception des virages dos. Les figures de bases sont décrites au paragraphe suivant. Le deuxième cycle (ou voltige avancée et négative) permet de réaliser toutes les figures complexes et sous accélérations négatives répertoriées. Il débouche naturellement vers le haut niveau où les meilleurs pilotes créent eux-mêmes des figures de plus en plus complexes et spectaculaires.

### Figures de base

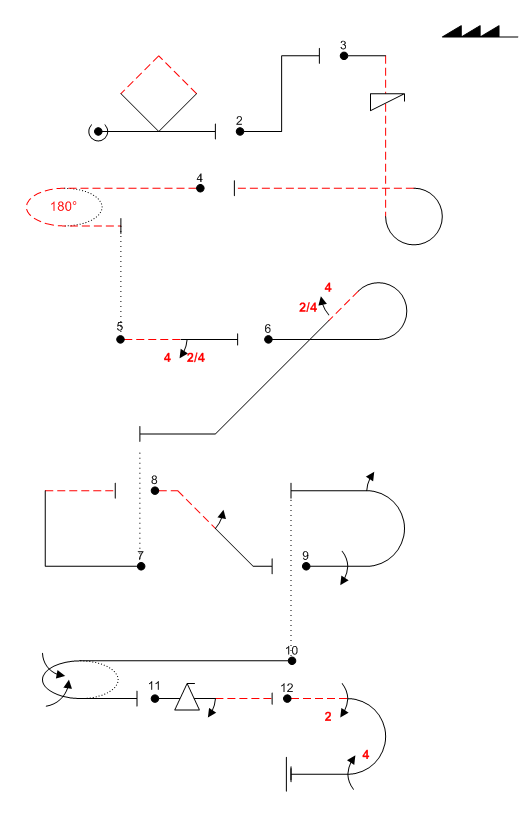
Programme complexe schématisé en notation Aresti

Chandelle

La voltige aérienne est codifiée en un certain nombre de figures de base. Les enchaînements de celles-ci, dans l'un ou l'autre sens, gauche ou droite, permettent des variantes quasi infinies.
- boucle ;
- tonneau ;
- vrille ;
- immelmann ou rétablissement normal ;
- retournement ou demi huit cubain ;
- renversement ;
- déclenché ;
- virage dos ;
- chandelle ;
- Humpty-bump.
- huit cubain ou nœud de Savoie

### Figures avancées
Certaines figures avancées sont des figures de base effectuées avec des accélérations négatives (avion sur le dos). De manière générale, toutes les figures de base peuvent être effectuées avec un départ avion volant sur le dos (renversement négatif, rétablissement tombé négatif, etc.). Certaines ont cependant un nom spécifique :
- remontée dos ;
- passage par l'avant ;
- vrille dos ;
- déclenchés négatifs.

D'autres figures avancées sont des figures nouvelles
- tonneau en virage ;
- Cloche manche arrière;
- Torque roll ;
- ruades ;
- soleil.

Ou des figures de base enchaînées de manière à les rendre difficiles, par exemple :
- fractions de tonneaux en montée ;
- fractions par 1/4 ou 1/8 de tonneaux ;
- fractions de tonneaux déclenchés effectués selon plusieurs attitudes.

Certaines figures sont inventées par les meilleurs pilotes au gré de leur imagination et des capacités toujours croissantes de leurs machines.

## Voltige en compétition

Lors d'un concours de voltige, voici les limites de l'espace auxquelles doivent s'astreindre les avions compétiteurs tels que définies par la Fédération aéronautique internationale.

Les compétiteurs se mesurent à plusieurs types de programmes : des programmes connus à l'avance que chacun peut répéter à sa guise, des programmes libres que chacun construit selon des règles commune mais qu'il peut ensuite répéter, des programmes inconnus que chacun exécute pour la première fois le jour de la compétition. Ces programmes sont naturellement les plus sélectifs.
Dans la catégorie reine, les pilotes peuvent présenter un libre intégral avec des figures uniques qu'ils ont eux-mêmes imaginées.
Lors d'une compétition, les évolutions doivent être réalisées dans un volume cubique de 1 000 m de côté. Ce volume est matérialisé au sol par des repères blancs de neuf mètres sur deux. Les pilotes ne doivent pas évoluer, pour des raisons de sécurité, en dessous de la hauteur de 100 mètres. Le pilote doit réaliser son programme dans ce volume sans en dépasser les limites sous peine de pénalisation par le jury. Celui-ci, un peu à l'image d'une compétition de patinage artistique, note la symétrie et la précision d’exécution des figures.

### Compétition internationales
Depuis 1960, la FAI organise les championnats du monde Élite de voltige, les FAI World Aerobatic Championships. Les championnats d’Europe de voltige, les FAI European Aerobatic Championships, sont organisés depuis 1975 en alternance avec les championnats du monde.

### Compétition en France
Les compétitions de voltige sont divisées en plusieurs niveaux qui vont des débutants ou Espoir (voltige positive) à la catégorie la plus élevée des monoplaces : Élite ou Unlimited.
En France, il y a trois catégories de compétition de biplace :
- catégorie Espoir (premier cycle) ;
- catégorie Promotion (anciennement Desavoix - deuxième cycle) ;
- catégorie National 2 (anciennement CF2).

Il y a trois catégories en monoplace :
- catégorie National 1 (anciennement CF1), équivalant au niveau international Advanced ;
- catégorie Excellence (anciennement Doret) ;
- catégorie Élite, équivalant au niveau international Unlimited.

Pour qu'un pilote puisse évoluer d'une catégorie vers la catégorie supérieure l'année suivante, il doit obtenir un résultat supérieur à 7/10 sur une compétition officielle. Pour pouvoir évoluer dans la catégorie supérieure au cours d'une même année, le pilote doit obtenir un résultat supérieur à 7,5/10.

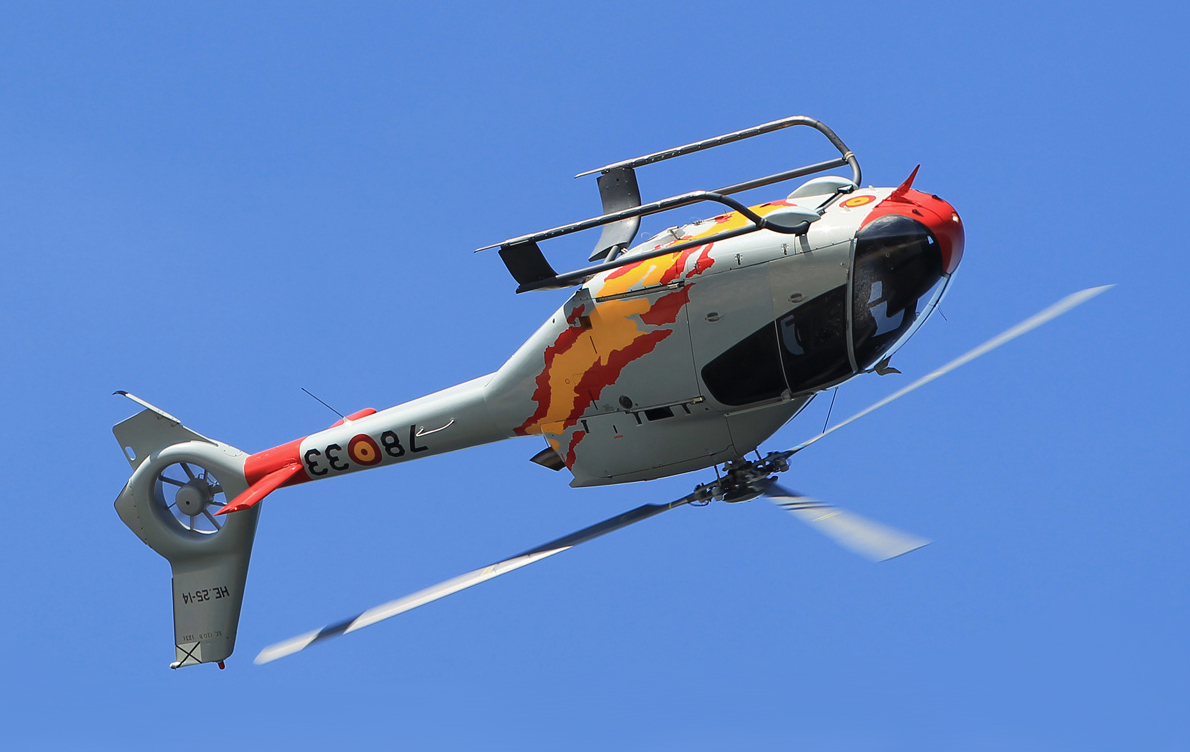
EC120 Colibri exécutant une boucle.

## Avions et planeurs de voltige
Cette discipline exige des avions extrêmement solides et manœuvrables. Les voltigeurs utilisent des avions de voltige spécialement conçus pour des vols sous facteurs de charge élevés, en vol inversé (sur le dos), sur des trajectoires verticales (en montée ou en descente), etc.
On pourra citer à titre d'exemple l'avion français du concepteur Mudry, le CAP 10, la famille des CAP 230 ainsi que l'avion allemand Extra 300, un avion développé en 1995 pour cette activité. Un des avions d'acrobatie le plus connu est le Pitts Special qui a dominé le monde de la compétition dans les années 1960 et 1970.
Le 18 décembre 2024 a été certifié par l'EASA l'Integral R d'Aura Aéro.

### Avions de voltige

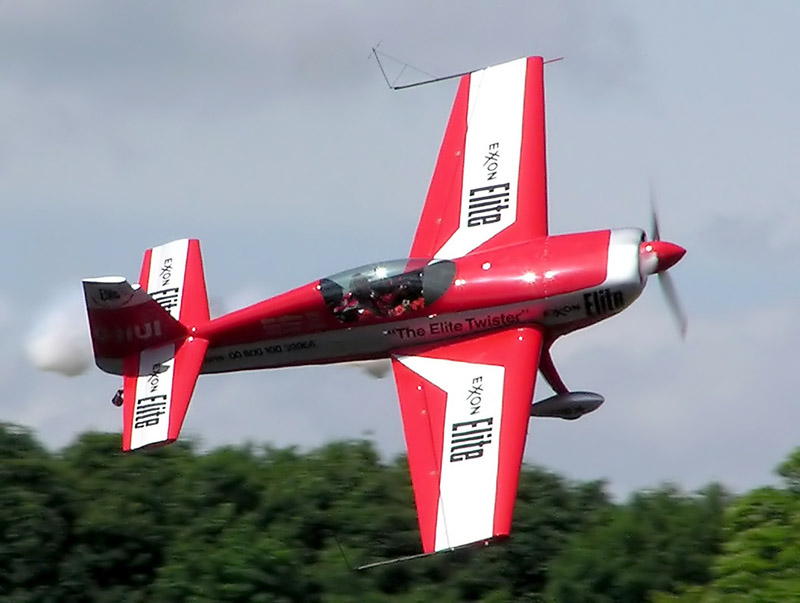
Extra 300S

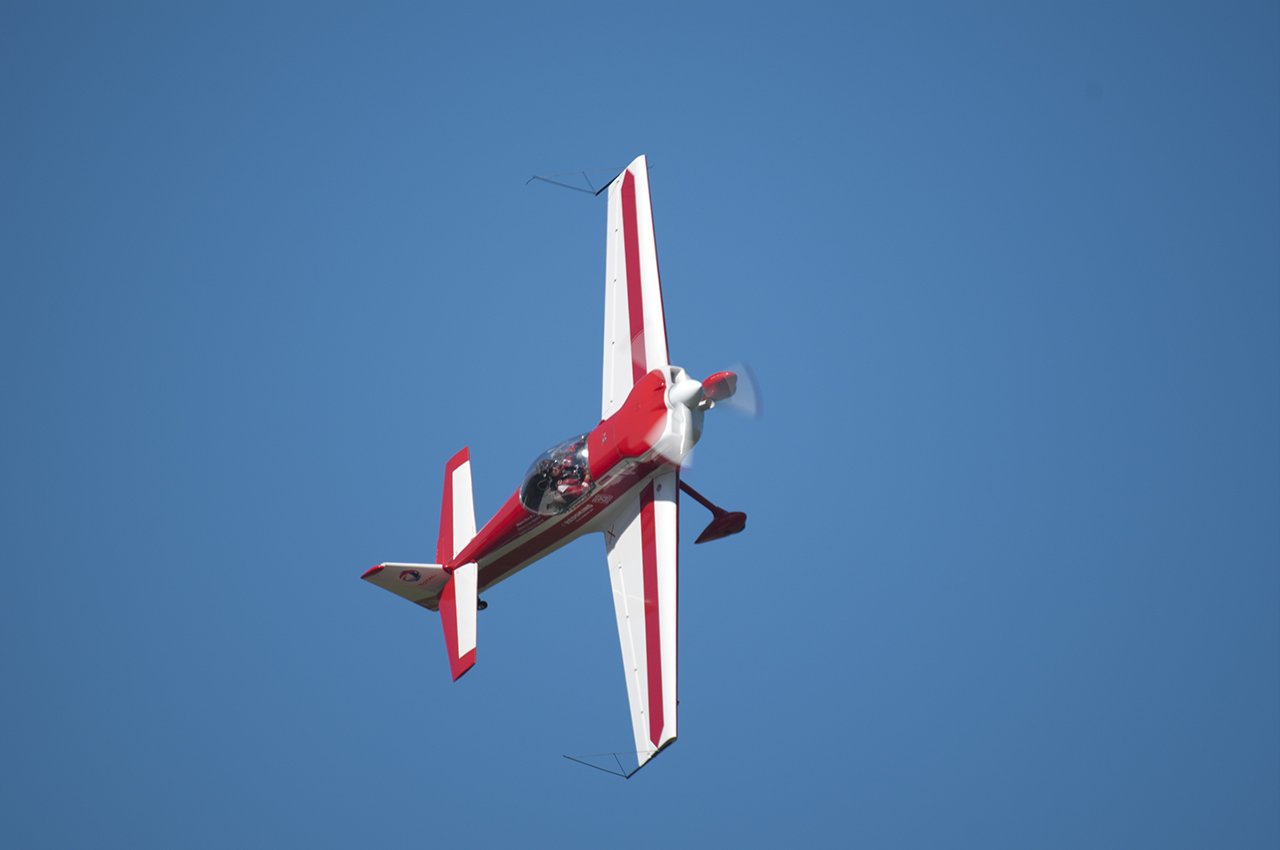
CAP 232

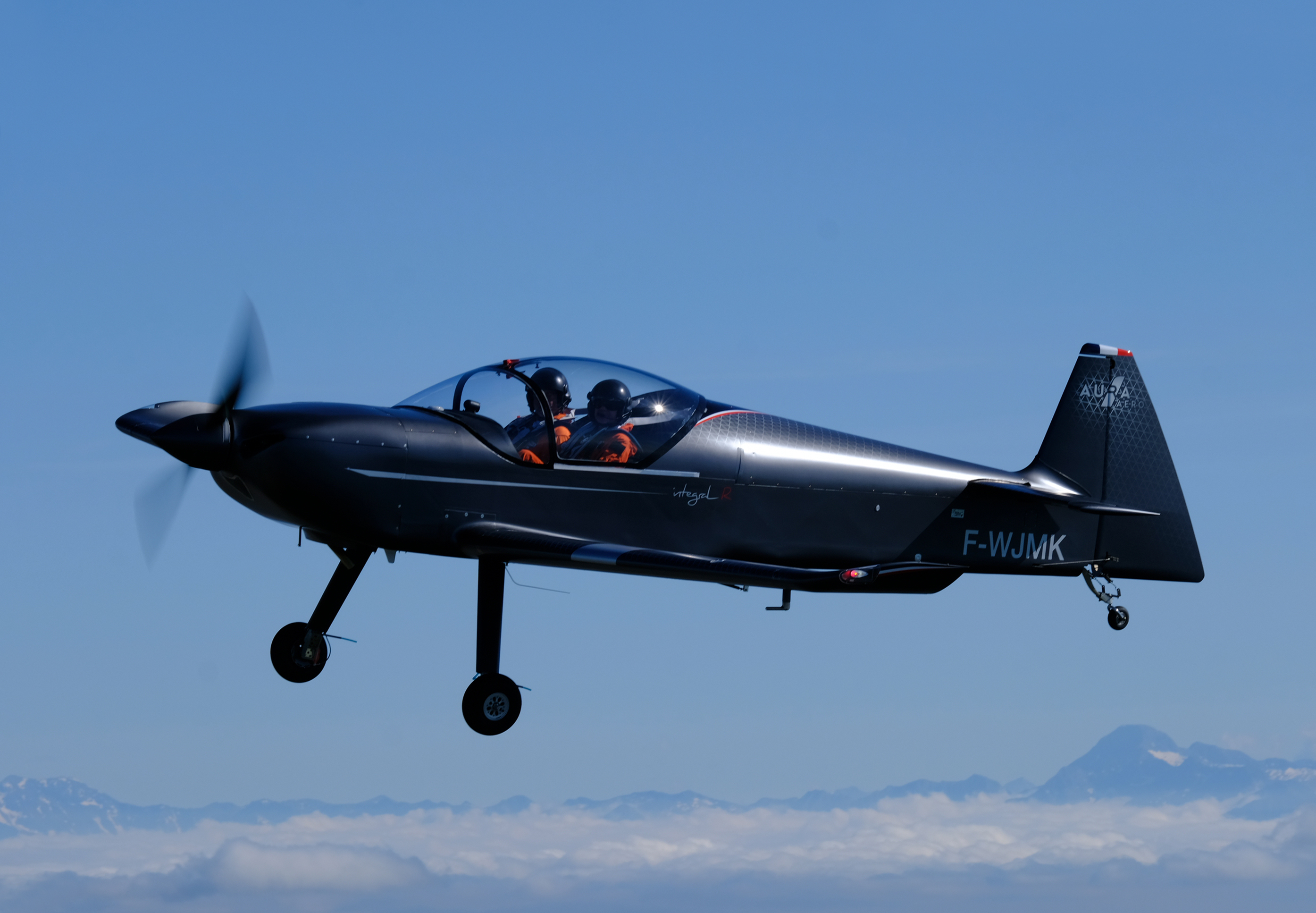
Integral R

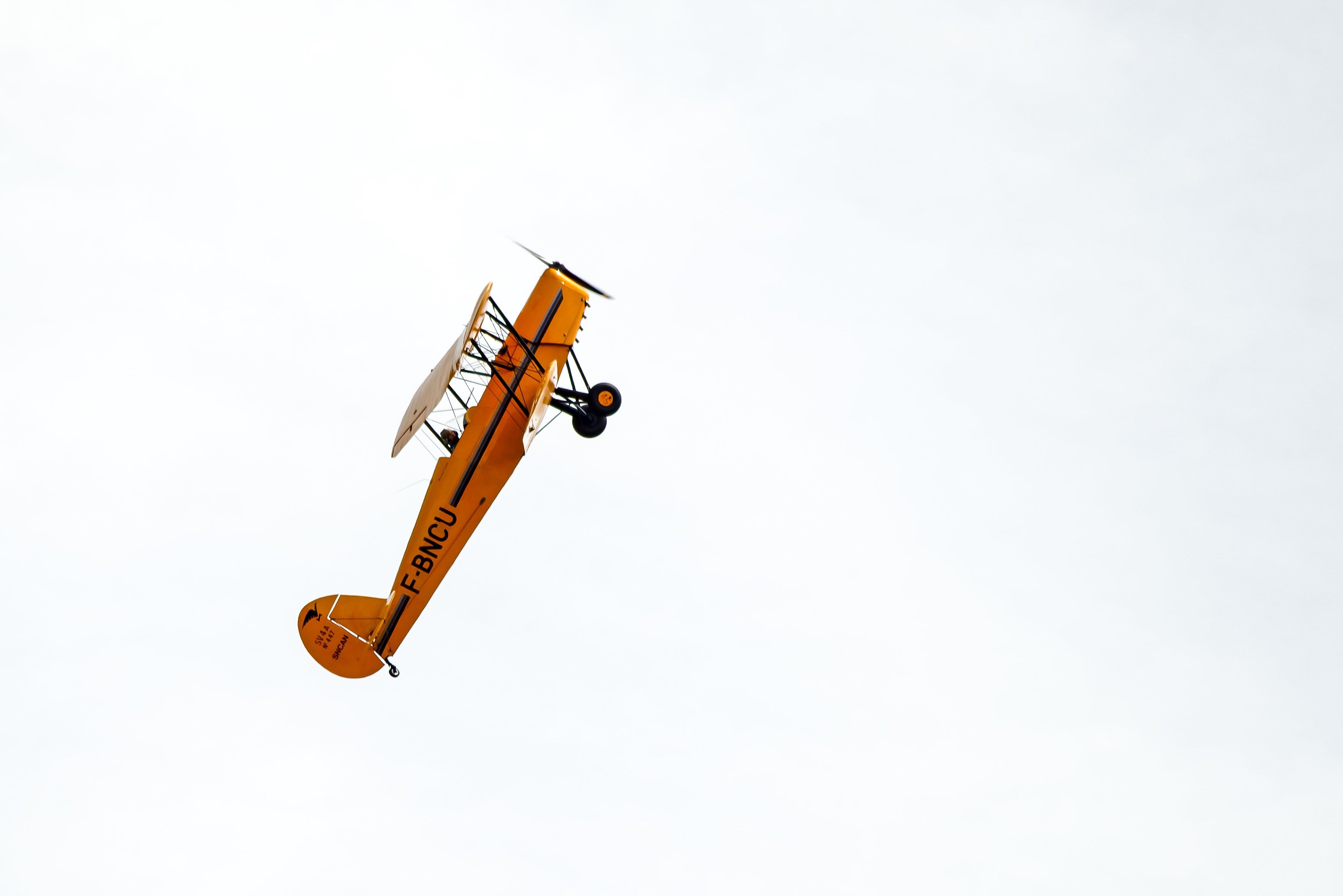
Stampe SV-4

- Acrobin (Avions Robin R2160) biplace école
- CAP 10 biplace école, ses dérivés monoplaces CAP 20, CAP 20L et CAP 21 des années 1970-80 ;
- Giles G202 biplace école avancée tout composite ;
- CAP 230, 231 et 232 famille de monoplaces de haut niveau le Cap 231 champion du monde en titre;
- CAP 332 (2010) évolution directe du CAP232, plus puissant et performant ;
- CR100 biplace école et avancé ;
- Extra 200 biplace école et avancé ;
- Extra 230 monoplace de compétition des années 1980 ;
- Extra 300 (plusieurs versions) biplaces et monoplaces de compétition avancée. L'Extra 330SC est champion du monde en titre ;
- Integral R biplace certifié en 2024 (le plus récent);
- Pitts Special plusieurs variantes allant de la formation à la compétition avancée et aux spectacles ;
- Slick 360 ;
- Bücker 131 Jungmann biplan historique biplace;
- Bücker 133 Jungmeister biplan historique monoplace;
- Stampe SV4 biplan historique ;
- Sukhoï Su-26 monoplaces, biplaces hautes performances ;
- Soukhoï Su-31 monoplace de haute compétition ;
- Zlín Z-50 monoplace de compétition des années 1970-80 ;
- Yakovlev Yak-55 comparable au Su-26 ;
- Zivko Edge 540 appareil de haut niveau de courses de vitesse ;
- XtremeAir XA41, monoplace et biplace allemands de compétition en fin de développement ;
- MX Aircraft MXS et MX2, appareils américains tout composite.

### Motoplaneursde voltige
- Fournier RF-2 ;
- Fournier RF-4 ;
- Fournier RF-5 ;
- Fournier RF-7.
- Fournier RF-8

### Planeursde voltige
- Cirrus K (voltige avancée) ;
- DG 500 (voltige de base) ;
- DG 1000 (voltige de base) ;
- MDM-1 Fox (voltige avancée) ;
- Schleicher ASK 21 (voltige de base) ;
- Swift S-1 (voltige avancée).
- Schempp-Hirth Janus (voltige de base - dans certains pays)
- Schleicher ASK-13 (voltige de base - dans certains pays)
- SZD-59 Acro
- SZD-54 Perkoz (voltige avancée)

## Liste de champions de voltige aérienne

### Avion catégorieUnlimited
- Alexandre Orlowski (1982-)
  - Championnat du monde: 1 titre individuel, 1 titre par équipe
  - Championnat d'Europe: 2 titres par équipe
- Pascale Alajouanine (1955-) :
  - Championnat d’Europe : 1 titre par équipe
- Claude Bessière:
  - Championnat du monde: 1 titre individuel, 1 titre par équipe
- Mikaël Brageot :
  - Championnat d’Europe : 1 titre par équipe
- Marcel Charollais
- Madelyne Delcroix (1946-) ;
  - Championnat du monde: 1 titre individuel
- Michel Détroyat (1905-1956) ;
- Eddy Dussau :
  - Championnat du monde : 1 titre par équipe
  - Championnat d’Europe : 1 titre individuel
- Renaud Ecalle (1980-2010)
  - Championnat du monde : 1 titre individuel, 2 titres par équipe
  - Championnat d’Europe : 1 titre individuel
- Christine Génin :
  - Championnat du monde: meilleure femme en 1994
- Nicolas Ivanoff (1967-) :
  - Championnat d’Europe : 1 titre par équipe
- Svetlana Kapanina (1968-) :
  - Championnat du monde: 7 fois meilleure femme, 6 titres par équipe
  - Championnat d’Europe : 1 titre par équipe
- Xavier de Lapparent :
  - Championnat du monde: 1 titre individuel, 1 titre par équipe
- Alexandre Leboulanger ;
- François Le Vot :
  - Championnat du monde: 1 titres individuel, 2 titres par équipe
  - Championnat d’Europe : 2 titres par équipe
- Mikhail Mamistov :
  - Championnat du monde: 2 titres individuel, 2 titres par équipe
  - Championnat d’Europe : 4 titres individuel, 5 titres par équipe
- Catherine Maunoury :
  - Championnat du monde: 2 fois meilleure femme, 1 titre par équipe
- Olivier Masurel :
  - Championnat du monde: 2 titres par équipe
  - Championnat d’Europe : 1 titre par équipe
- Patrick Paris :
  - Championnat du monde: 1 titre individuel, 2 titres par équipe
  - Championnat d’Europe : 3 titres individuel, 2 titres par équipe
- Sergey Rakhmanin
  - Championnat du monde: 2 titres individuel, 2 titres par équipe
  - Championnat d’Europe : 1 titre individuel, 3 titres par équipe
- Ernst Udet (1896-1941) :
- Éric Vazeille :
  - Championnat du monde: 1 titre individuel, 1 titre par équipe
  - Championnat d’Europe : 1 titre par équipe
- Baptiste Vignes :
  - Championnat du monde : 1 titre individuel, 2 titre par équipe
  - Championnat d'Europe : 2 titre par équipe
- Louis Vanel :
  - Championnat du monde : 1 titre en individuel (champion du monde 2019 ), 1 titre par équipe
- Augustin Liebard :
  - Championnat du monde tourangeau

### Planeur
- Jerzy Makula ;
- Erik Piriou ;
- Daniel Serres :
  - Championnat du monde : 2 titres individuel
  - Championnat d'Europe: 1 titre par équipe
  - Championnat National 12 titres[12]